# Тарасьев, Александр Михайлович
Алекса́ндр Миха́йлович Тара́сьев (род. 23 февраля 1959 года, Свердловск) — российский учёный-математик, доктор физико-математических наук (1996), профессор.

## Биография
В 1981 году окончил математико-механический факультет Уральского государственного университета им. А. М. Горького по специальности «Математика» с присвоением квалификации «Математик».
Аспирант Уральского государственного университета им. А.М. Горького, 1981-1984 годы.
Кандидат физико-математических наук (1984).
Доктор физико-математических наук (1996).
Математик, младший научный сотрудник, научный сотрудник, старший научный сотрудник, ведущий научный сотрудник, заведующий сектором, главный научный сотрудник, заведующий отделом динамических систем в Институте математики и механики им. Н. Н. Красовского УрО РАН (1984 год — по настоящее время).

## Научная работа
Высококвалифицированный специалист в области математической теории оптимального управления и дифференциальных игр. Ученик академика РАН А. И. Субботина. Автор более 200 публикаций.
А. М. Тарасьевым разработаны сеточные схемы построения функций цены и гарантирующих стратегий в задачах оптимального управления. Предложены конечно-разностные операторы, основанные на конструкциях негладкого анализа, для аппроксимации обобщенных производных в уравнениях Гамильтона–Якоби. Обоснована сходимость аппроксимационных сеточных схем и указаны оценки сходимости. Предложены сеточные реализации оптимальных процедур управления и изучены их свойства. Получены дифференциальные неравенства для сопряженных производных, выражающие в инфинитезимальной форме свойства стабильности функции цены. Выведены условия регулярности функции программного максимина в терминах сопряженных переменных. Полученные результаты применены для решения ряда задач математической экономики: динамических биматричных игр, моделей оптимального экономического роста, задач динамической векторной оптимизации, игрового взаимодействия инвестиционных проектов, периодически повторяющихся игровых процессов аукционного типа для поиска оптимальных решений многокритериальных задач.
Под руководством А. М. Тарасьева четыре аспиранта защитили диссертации на соискание ученой степени кандидата физ.-мат. наук по специальности 05.13.18 — Математическое моделирование, численные методы и комплексы программ.

## Учебная работа
Профессор А. М. Тарасьев имеет опыт преподавания дисциплин «Математическое моделирование», «Математические модели в экономике», «Теория и практика инвестиций», «Линейная алгебра» для студентов УрФУ и Гуманитарного университета в Екатеринбурге. Руководит выпускными квалификационными работами.